# Manovec mouřenínský

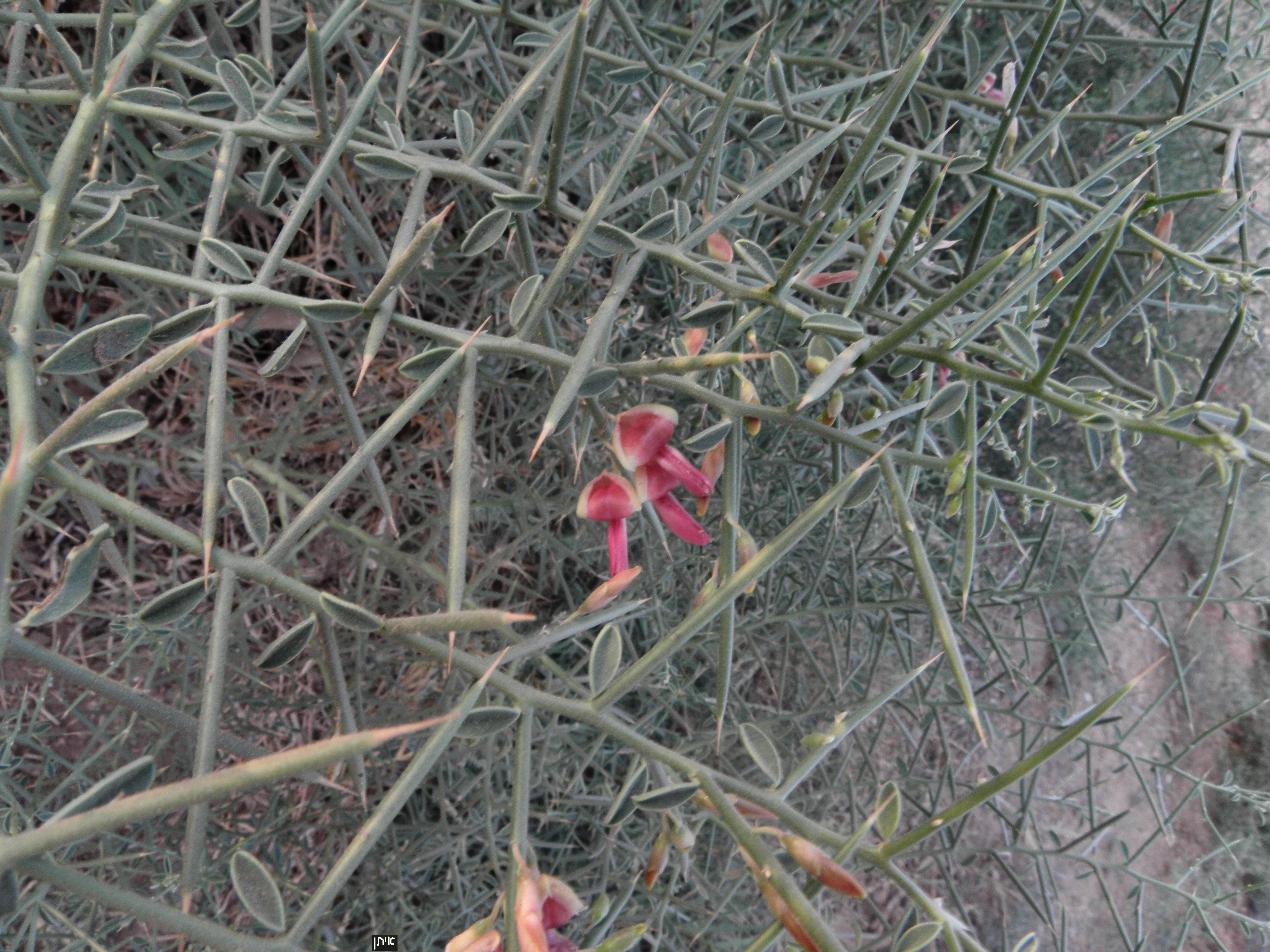
Vnitřek keře

Manovec mouřenínský (Alhagi maurorum) je trnitý, světlomilný keř pocházející z polopouštních oblastí. Tato hluboce kořenící rostlina se silně redukovanými listy a ostrými trny je druh rodu manovec.

## Rozšíření
Rostlina pochází z Jihozápadní Asie (Írán, Pákistán, Kašmír, Afghánistán, Irák, Sýrie, Izrael, Turecko) a ze Severní Afriky (Egypt, Libye). V Evropě se vyskytuje v jižní části Ruska v povodí dolního Donu a dolní Volhy, zasahuje i na Kypr a řecké východoegejské ostrovy při pobřeží Turecka. Byla roku 1900 zavlečena do Severní Ameriky i Austrálie, pravděpodobně se semenem vojtěšky, kde se začala rychle šířit a stala se invazním plevelem.

## Ekologie
Manovec mouřenínský má kořeny sahající až do hloubky 1,5 m a úspěšně roste v suché, kamenité půdě, která může být i zasolená. V nově obsazených oblastech se vyskytuje i na propustných půdách podél říčních břehů, kanálů a zavlažovacích příkopů, velmi mu svědčí dostatek vláhy a živin a nepřítomnost škůdců.
U tohoto druhu došlo k redukci listů, jejich asimilační funkci převzaly mladé zelené stonky, rostlina není schopná růst ve stínu. Kořeny mají symbiotický vztah s bakteriemi, které jímají vzdušný dusík a ukládají ho pro další využití do půdy. Rostlina není mrazuvzdorná, středoevropskou zimu by nepřežila.

## Popis
Bohatě rozvětvený, hluboce kořenící, vystoupavě vzpřímený, trnitý keř vysoký 60 až 100 cm. Z jeho větví se v horkých dnech vylučuje sladká pryskyřice tuhnoucí v červené krystaly, v tzv. perskou nebo židovskou manu. Zelené větve jsou porostlé nažloutlými trny, které jsou v podstatě pobočnými větvičkami jež ukončily svůj růst. Spodní trny jsou hrubé a krátké (1 až 2 cm), ostatní jsou tenké a dlouhé (2 až 3 cm). Větve jsou řídce porostlé střídavými, krátce řapíkatými, šedavými listy, které bývají dlouhé 6 až 30 mm a široké 2 až 15 mm. Listy s drobnými palisty mají čepele obvejčité až obkopinaté, celokrajné, na vrcholu ostře zakončené a oboustranně chlupaté. Větve obvykle na podzim usychají a na podzim raší z kořenů nové.
Mezi trny vyrůstají stopkaté, růžově načervenalé květy, objevují se osamoceně nebo častěji až po osmi v koncových hroznech 1 až 5 cm dlouhých. Květy jsou oboupohlavné, mají asi 2 mm dlouhé stopky a drobné listeny. Zvonkovitý kalich má pět široce trojúhelníkovitých lístků asi 2 mm dlouhých. Koruna, dlouhá asi 8 mm, bývá růžová nebo načervenalá. Kvetou v červnu až srpnu. Ploidie druhu je 2n = 16.
Plody jsou červenohnědé, zakřivené, až 3 cm dlouhé, růžencovitě zaškrcované lusky se zobáčkem na konci. Obsahují až devět ledvinovitých semen.

## Rozšiřování
Keře se mohou rozšiřovat semeny nebo kořenovými odnožemi. Semena, která jsou nejčastěji rozšiřována povrchovou vodou při přívalových deštích, neklíčí na světle, musí se dostat do půdy. Plody bývají často sežrány domácími zvířaty která semena nestráví a následně jsou v chlévském hnoji roznesena na nová místa, po tomto procesu velmi dobře klíčí. Mohou se také rozšiřovat v nevyčištěném osivu plodin.
Primárním způsobem šíření je vegetativní odnožování z hlubokého a široce se rozprostírajícího kořenového systému. Odnože mohu z mateční rostliny vyrůst za rok až do délky osmi metrů, dokáží prorůst i pod asfaltovou silnicí. Z jedné rostliny takto brzy vznikají neprostupné křoviny.

## Význam
V nehostinných suchých místech svého původu sloužily tyto trnité keře jako nouzová potrava pro velbloudy, kozy a ovce kteří dokázali spást i drobné listy mezi trny. Při nedostatku potravin se sušené lusky i semena vařily. Vyroněná pryskyřice zase sloužila jako sladké zpestření monotónní stravy.
V oblastech do kterých byla tato rostlina nechtěně zanesena, však většinou roste na místech mnohem výživnějších a velmi rychle se množí. Za několik let dokáže zarůst a znehodnotit velké plochy pastvin kterým se hospodářská zvířata vyhýbají.
V Austrálii byl manovec mouřenínský v některých spolkových státech zařazen do nejvyšší kategorie škodlivých plevelů a každý jedinec musí být zničen. Také ve státech na západě USA se přistupuje k jeho plné likvidaci, což s přihlédnutím k hloubce kořenů a velké vitalitě rostliny není snadné.